# Palacio de la Ferrería

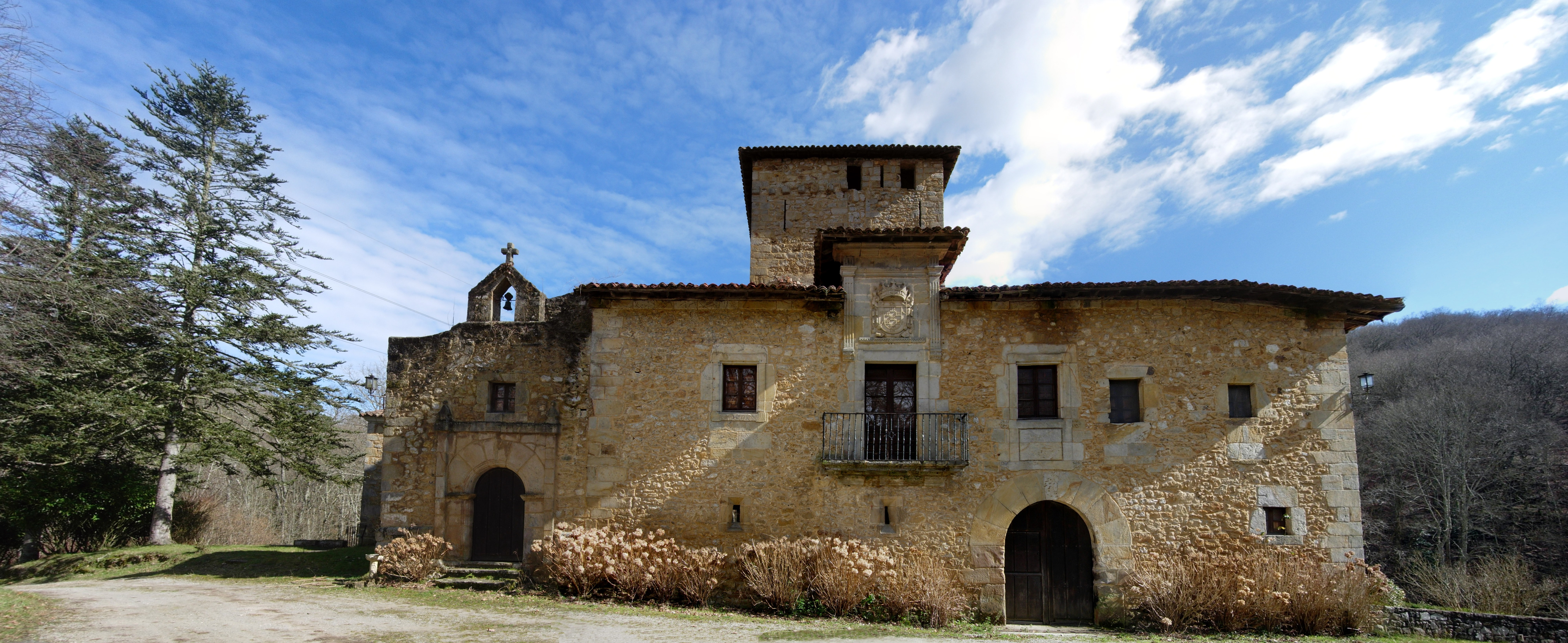
Fachada principal y capilla.

El Palacio de la Ferrería es una construcción rural de estilo renacentista-barroco fundada en el siglo XIV por la familia de los Álvarez de los Asturias. Está situado en las cercanía de Fuensanta en el concejo asturiano de Nava.
El núcleo inicial es la torre bajomedieval de planta cuadrada que sobresale en altura al resto de las edificaciones que se fueron adosando a lo largo de los siglos XVI y XVII.
El edificio tiene diversas fachadas. La occidental presenta una irregularidad en la distribución de huecos típica del siglo XVI: saeteras, ventanas y balcón con escudo. 

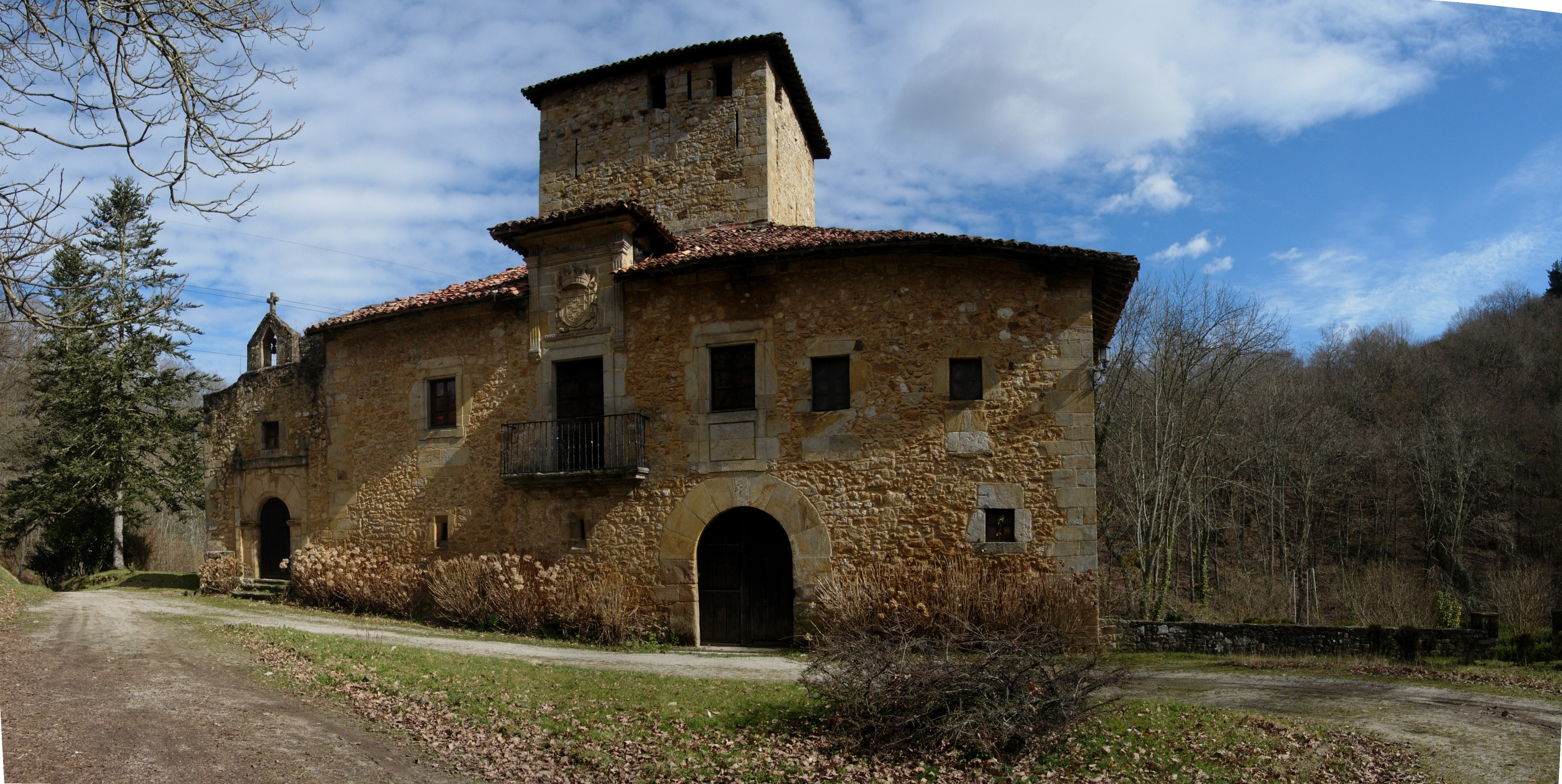
Fachada principal y capilla.

La puerta de acceso es de medio punto dovelado.
La fachada Este del palacio está dividida en dos partes: una diáfana, con arquerías en el piso inferior, y una compacta, con tres ventanas.
A línea con la fachada occidental se encuentra la capilla, de nave única y arco de triunfo de medio punto, que separa la cabecera de la nave. La zona de la cabecera está cubierta con una bóveda.

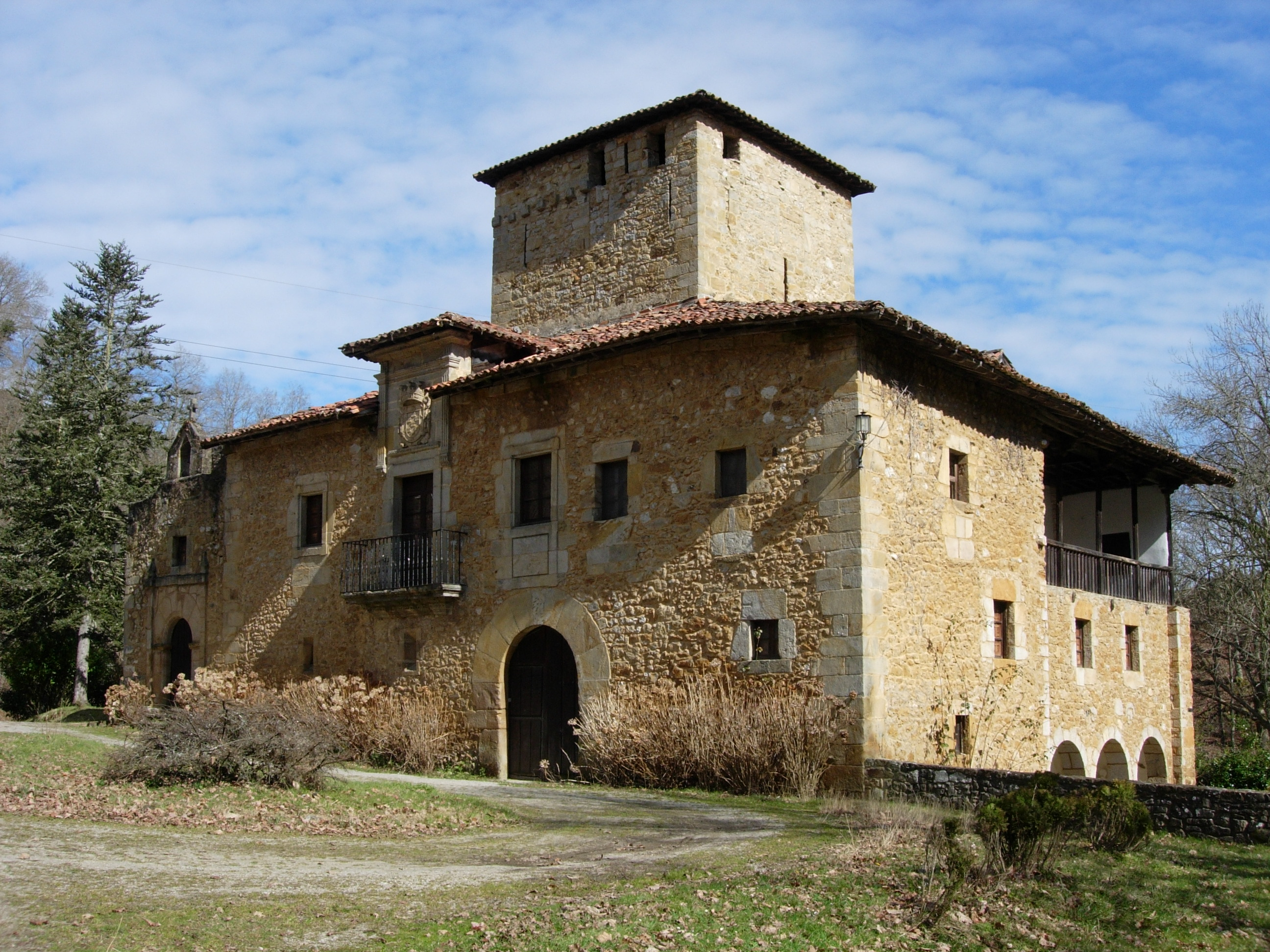
Fachada principal y capilla.

El 11 de junio de 1982 fue declarado Monumento Histórico Artístico y en 1993 Bien de Interés Cultural.

## Capilla
Adosada al palacio, se encuentra en el lateral izquierdo la capilla del mismo de planta rectangular.
- Este artículo incluye contenido derivado de una disposición relativa al proceso de protección, incoación o declaración de un bien cultural o natural publicada en el BOPA n.º 15 el 20 de enero de 1993 (texto), el cual está libre de restricciones conocidas en virtud del derecho de autor de conformidad con lo dispuesto en el artículo 13 de la Ley de Propiedad Intelectual española.

- Datos: Q6058306